# لشکر ۱۴ زرهی (ایالات متحده آمریکا)
لشکر ۱۴ زرهی (انگلیسی: 14th Armored Division) لشکر زرهی نیروی زمینی ایالات متحده آمریکا است، که در سال ۱۹۴۲ تأسیس شد و در سال ۱۹۴۵ منحل گردید.
لشکر چهاردهم زرهی، یک لشکر زرهی ارتش ایالات متحده بود که در طول جنگ جهانی دوم به ارتش هفتم از گروه ششم ارتش اختصاص داده شد. این لشکر همچنان به عنوان یک لشکر غیرفعال در فهرست دائمی ارتش منظم ایالات متحده آمریکا باقی مانده و واجد شرایط فعال‌سازی مجدد است. این لشکر رسماً با نام مستعار "آزادکنندگان" شناخته می‌شود.